# General de división
General de división es un rango militar de oficiales perteneciente a las jerarquías superiores de los ejércitos, equivale a vicealmirante en la armada. Está al mando de unidades de tipo división (de 8.000 a 10.000 soldados).
Basado en el ejemplo de la clasificación de rango de la OTAN, el general de división a menudo corresponde al rango OF-7, a veces al rango OF-8 en algunos países.

## América

### Argentina

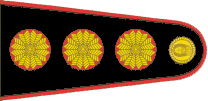
Galones de general de división

En el Ejército argentino, tal como en su homólogo español, el general de división es el segundo grado del generalato. Su inmediato superior es el teniente general (el máximo) y su inmediato inferior es el general de brigada. Fue creado por la ley 1.254, en octubre de 1882, junto con los grados de general de brigada y de teniente general. Hasta entonces, los grados de generales eran dos, coronel mayor y brigadier general. Era presidente Julio Argentino Roca. Sus insignias eran dos estrellas de cinco puntas sobre presillas de color rojo grana, según el Reglamento de Uniformes del Ejército, octubre de 1904. Años después las estrellas fueron de cuatro puntas, hasta 1943. Luego se adoptaron los soles.

### Brasil

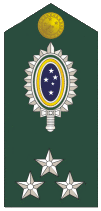
General de División de Brasil.

En el Ejército Brasileño, tal como en su homólogo español, el general de división es el segundo grado del generalato. Su inmediato superior es el General de Ejército (el máximo) y su inmediato inferior es el General de brigada.

### Chile

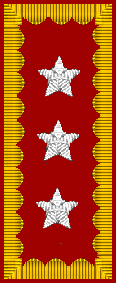
Insignia (Chile)

En el Ejército de Chile, el general de división es el segundo grado en escalafón de los generales. En el generalato anglosajón, es equivalente a un teniente general. Su superior inmediato es el general de ejército, que corresponde al comandante en jefe de la institución, mientras que su inferior inmediato es el general de brigada.
Los oficiales que ostentan este grado, se desempeñan ya sea como jefe o subjefe del Estado Mayor Conjunto, jefe del Estado Mayor General del Ejército, comandante general de la Guarnición de Ejército Región Metropolitana, comandante de Comando Conjunto Norte o Sur, o cualquiera de los comandos superiores del ejército.
Creado en 1827, en reemplazo del grado de mariscal de campo, el grado de general de división (o jeneral de división en la ortografía de la época) fue el más alto contemplado dentro de la carrera regular normal del ejército durante casi toda la historia republicana de Chile, siendo superado solo por el excepcional título de capitán general, sin embargo, mediante el DFL. 129 de 1960, se creó como denominación el título de general de Ejército, otorgado al general de división que ostentase el cargo de comandante en jefe de la institución, agregándose una cuarta estrella a su presilla.
Este grado fue derogado en 1981, siendo sustituido por el de mayor general y restablecido nuevamente en 2002, siendo encasillado desde entonces como el segundo más alto de la jerarquía del Ejército. Sus equivalentes son los grados de vicealmirante en la Armada, general de aviación en la Fuerza Aérea, general inspector de Carabineros y el subdirector operativo de Gendarmería de Chile.
Se distingue por una insignia rectangular de terciopelo rojo de 10 x 4 cm, que se lleva desde el pecho en dirección espalda, con un endentado bordado en canutillo de oro y tres estrellas de canutillo plateado.

### México

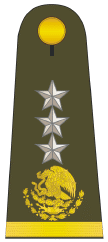
Pala

El rango es utilizado tanto por el Ejército como por la Fuerza Aérea de México. Constituye un nivel OF-8 en la clasificación de rangos de la OTAN. No existe ningún otro rango militar superior, aunque, sí existen dos autoridades arriba de éstos: el secretario de la Defensa Nacional (que tiene el tratamiento de general secretario), y el presidente de México —que tiene el tratamiento de comandante supremo de las Fuerzas Armadas—.

### Perú

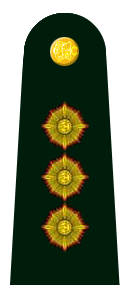
Insignia (Perú)

En el Ejército del Perú, el grado de general de división es el 8.º grado en el escalafón de oficiales. Se identifica por llevar tres soles radiantes bordados con hilo dorado en los hombros del uniforme, comanda los diferentes comandos y divisiones del Ejército con que cuenta el Ejército del Perú. Y ocupa los puestos del más alta responsabilidad del Ejército como inspector general del Ejército y jefe del Estado Mayor General del Ejército. El presidente de la república, en su condición de jefe supremo de las Fuerzas Armadas del Perú, elige al nuevo comandante general del Ejército de entre los tres generales de división más antiguos en actividad. El general escogido asume el grado de general de Ejército durante el tiempo que sea comandante general.

## Europa

### España
En el Ejército de Tierra, Ejército del Aire y dentro de la Armada, los cuerpos de Infantería de Marina e Intendencia, así como en la Guardia Civil, el general de división (OF-7) es el segundo grado del generalato español. Su inmediato superior es el teniente general y su inmediato subordinado es el general de brigada.
Su divisa es un bastón y un sable cruzados bajo una corona (que indican el generalato) y dos estrellas de cuatro puntas (o luceros) colocada en los lados (que indican el empleo del general). El bastón significa mando y la espada fuerza, el bastón y la espada cruzada significan mando sobre fuerzas.

Divisas de general de división (Ejército de Tierra)
Divisa de vicealmirante (Armada)
Divisa de general de división (Infantería de Marina)
Divisas de general de división (Ejército del Aire y del Espacio)
Divisas de general de división (Guardia Civil)